# Yamashita
Yamashita (山下) ist ein japanischer Familienname.

## Namensträger
- Ayaka Yamashita (* 1995), japanische Fußballspielerin
- Yamashita Chikusai (1885–1973), japanischer Maler
- Yamashita Gentarō (1863–1931), japanischer Marineoffizier der Kaiserlich Japanischen Marine
- Haruhiro Yamashita (* 1938), japanischer Geräteturner und zweifacher Olympiasieger
- Haruki Yamashita (* 1999), japanischer Skilangläufer
- Hiroko Yamashita (Leichtathletin) (* 1951), japanische Weitspringerin
- Hiroko Yamashita (Schauspielerin) (* 1963), japanische Schauspielerin
- Hiroshi Yamashita (* 1986), japanischer Rugby-Union-Spieler
- Iris Yamashita (* 1965), japano-amerikanische Schriftstellerin und Drehbuchautorin
- Yamashita Isamu (1911–1994), japanischer Geschäftsmann
- Jun Yamashita (* 1997), japanischer Sprinter
- Karen Tei Yamashita (* 1951), US-amerikanische Schriftstellerin und Dozentin
- Yamashita Katsuji (1906–1969), japanischer Professor für Betriebswirtschaftslehre
- Kazuhito Yamashita (* 1961), japanischer Konzertgitarrist
- Keita Yamashita (* 1996), japanischer Fußballspieler
- Kenta Yamashita (* 1995), japanischer Autorennfahrer
- Kōhei Yamashita (* 1994), japanischer Dreispringer
- Kumi Yamashita (* 1986), japanische Künstlerin
- Kunihiro Yamashita (* 1986), japanischer Fußballspieler
- Yamashita Maki (1890–1973), japanischer Maler
- Mayuko Yamashita (* 1995), japanische Mathematikerin und mathematische Physikerin
- Mayumi Yamashita (* 1975), japanische Judoka
- Nobuhiro Yamashita (* 1976), japanischer Filmregisseur
- Reo Yamashita (* 1998), japanischer Fußballspieler
- Ryō Yamashita (* 1999), japanischer Fußballspieler
- Ryōji Yamashita (* 2000), japanischer Fußballspieler
- Ryōya Yamashita (* 1997), japanischer Fußballspieler
- Sachiko Yamashita (* 1964), japanische Marathonläuferin
- Yamashita Shintarō (1881–1966), japanischer Maler
- Shuya Yamashita (* 1999), japanischer Fußballspieler
- Takafumi Yamashita (* 1987), japanischer Eishockeyspieler
- Takahiro Yamashita (* 1985), japanischer Radrennfahrer
- Takashi Yamashita (* 1965), japanischer Politiker
- Yamashita Tarō (1889–1967), japanischer Geschäftsmann
- Takurō Yamashita (* 1988), japanischer Eishockeyspieler
- Tatsuya Yamashita (* 1987), japanischer Fußballspieler
- Yamashita Tokuo (1919–2014), japanischer Politiker (LDP), Transport- und Gesundheitsminister
- Tomohisa Yamashita (* 1985), japanischer Sänger und Schauspieler
- Yamashita Tomoyuki (1885–1946), japanischer General
- Yamashita Tsutomu (* 1947), japanischer Musiker, siehe Stomu Yamashta
- Yasuhiro Yamashita (* 1957), japanischer Judoka
- Yukiko Yamashita (* 1971 oder 1972), japanisch-amerikanische Entwicklungsbiologin
- Yoshimi Yamashita (* 1986), japanische Fußballschiedsrichterin
- Yoshiteru Yamashita (* 1977), japanischer Fußballspieler
- Yōsuke Yamashita (* 1942), japanischer Jazzpianist
- Yudai Yamashita (* 2000), japanischer Fußballspieler
- Yuki Yamashita (* 1985), japanische Mangaka, siehe Nana Haruta
- Yuto Yamashita (* 1996), japanischer Fußballspieler